# Erta Ale
Erta Ale er en aktiv basaltisk vulkan i Afarregionen i det nordøstlige Etiopien og er en af de mest aktive vulkaner i Etiopien. Vulkanen ligger i Danakilørkenen i Afar-riften, som er en forsænkning i jordskorpen, som strækker sig over grænsen til Eritrea. Området omkring vulkanen ligger under havniveau og er et af de lavest liggende områder i verden.
Vulkanen er 613 meter høj og har af og til to aktive lavasøer på toppen. Vulkanen er kendt for at have den længst levende lavasø siden begyndelsen af det 20. århundrede. Vulkaner med lavasøer er meget sjældne. Erta Ale er 1 af 5 vulkaner i verden med lavasø. Erta Ale betyder "Det rygende bjerg" på afar-sprog.
Den 25. september 2005 var der et stort udbrud, som dræbte 250 husdyr og tvang tusindvis af lokale indbyggere på flugt fra vulkanen. I august 2007 tvang et nyt udbrud hundredvis af folk på flugt.